# 拳叶灰藓属
拳叶灰藓属（学名：Trochophyllohypnum）为毛锦藓科的一个属。

## 下属物种
本属包括以下物种：
- 拳叶灰藓 Trochophyllohypnum circinale (Hook.) Jan Kucera & Ignatov